# Äskåsagölen
Äskåsagölen är en sjö i Gnosjö kommun i Småland och ingår i Nissans huvudavrinningsområde.